# 巴西古当快速公路
巴西古当快速公路，亦称为联邦17号公路，是马来西亚柔佛州新山区的一条快速公路，由西部的淡杯北区连接至东部的巴西古当和丹绒浪沙。
巴西古当快速公路大部分路段具有双向四车道，比具有双向六车道的士姑来快速公路侠窄。由于连接巴西古当工业区，该快速公路每天有许多货运卡车行驶。 在士乃－迪沙鲁大道（SDE）和新山东海岸快速公路（FT35） 建好之前，巴西古当快速公路曾经是连接柔佛州新山和巴西古当的骨干道路。

## 路线背景
巴西古当快速公路的零公里处位于柔佛州淡杯，与联邦1号公路（士古来快速公路）交汇。

## 历史
为了应付1977年巴西故当港（柔佛港）的启用，政府决定兴建连接新山市中心至巴西古当的高速公路，并与1977年施工，1979年竣工。

## 特征
- 双向四/六车道
- 没设有紧急车道、摩托车道、替代路线
- 沿线有意外频繁发生区
- 水灾受灾区

联邦17号公路大部分路段参照工程部JKR R5标准设计，可达每小时90公里。
2012年3月10日, 时任首相纳吉宣布将把地不佬至至达城的15公里的路段，从双向四车道升级为双向六车道。